# Yochelcionella
Yochelcionella (лат.) — род вымерших моллюсков из класса Helcionelloida.
Представители самых ранних из известных раковинных моллюсков. Поначалу были классифицированы как моноплакофоры, но позже были включены в отдельный класс Helcionelloida, который был описан Пилом (англ. Peel) в 1991 году.

## Описание
Большинство видов были небольшими (раковина около двух миллиметров в длину или в диаметре). Современные реконструкции изображают их похожими на улиток.
Раковины Yochelcionella были снабжены трубкой, предположительно для дыхания.

## Классификация
- Yochelcionella americana Runnegar & Pojeta, 1980[2]
- Yochelcionella angustiplicata
- Yochelcionella chinensis Pei, 1985[2]
- Yochelcionella crassa Zhegallo in Esakova et Zhegallo, 1996
- Yochelcionella cyrano  Runnegar and Pojeta 1974. Типовой вид.
- Yochelcionella daleki
- Yochelcionella erecta (Walcott, 1891)[2]
- Yochelcionella gracilis Atkins & Peel, 2004[2]
- Yochelcionella greenlandica Atkins & Peel, 2004[2]
- Yochelcionella ostentata
- Yochelcionella saginata Vendrasco et al., 2010[3]
- Yochelcionella snorkorum Vendrasco et al., 2010[3]